# Francillon-sur-Roubion
Pour les articles homonymes, voir Francillon.
Francillon-sur-Roubion est une commune française située dans le département de la Drôme en région Auvergne-Rhône-Alpes.

## Géographie

### Localisation
Francillon-sur-Roubion est située à 18 km au nord de Dieulefit et à 18 km au sud de Crest.

### Climat
Pour des articles plus généraux, voir Climat d'Auvergne-Rhône-Alpes et Climat de la Drôme.
En 2010, le climat de la commune est de type climat méditerranéen altéré, selon une étude du CNRS s'appuyant sur une série de données couvrant la période 1971-2000. En 2020, Météo-France publie une typologie des climats de la France métropolitaine dans laquelle la commune est exposée à un climat de montagne ou de marges de montagne et est dans la région climatique  Alpes du sud, caractérisée par une pluviométrie annuelle de 850 à 1 000 mm, minimale en été. 
Pour la période 1971-2000, la température annuelle moyenne est de 12,6 °C, avec une amplitude thermique annuelle de 16,8 °C. Le cumul annuel moyen de précipitations est de 962 mm, avec 7,6 jours de précipitations en janvier et 4,5 jours en juillet. Pour la période 1991-2020, la température moyenne annuelle observée sur la station météorologique de Météo-France la plus proche, sur la commune de Bourdeaux à 6 km à vol d'oiseau, est de 11,9 °C et le cumul annuel moyen de précipitations est de 953,4 mm,. Pour l'avenir, les paramètres climatiques de la commune estimés pour 2050 selon différents scénarios d'émission de gaz à effet de serre sont consultables sur un site dédié publié par Météo-France en novembre 2022.

## Urbanisme

### Typologie
Au 1er janvier 2024, Francillon-sur-Roubion est catégorisée commune rurale à habitat très dispersé, selon la nouvelle grille communale de densité à 7 niveaux définie par l'Insee en 2022.
Elle est située hors unité urbaine. Par ailleurs la commune fait partie de l'aire d'attraction de Crest, dont elle est une commune de la couronne,. Cette aire, qui regroupe 17 communes, est catégorisée dans les aires de moins de 50 000 habitants,.

### Occupation des sols
L'occupation des sols de la commune, telle qu'elle ressort de la base de données européenne d’occupation biophysique des sols Corine Land Cover (CLC), est marquée par l'importance des forêts et milieux semi-naturels (57,1 % en 2018), en augmentation par rapport à 1990 (54,6 %). La répartition détaillée en 2018 est la suivante : 
forêts (45,8 %), terres arables (26,5 %), zones agricoles hétérogènes (14 %), milieux à végétation arbustive et/ou herbacée (8,6 %), espaces ouverts, sans ou avec peu de végétation (2,7 %), prairies (2,5 %). L'évolution de l’occupation des sols de la commune et de ses infrastructures peut être observée sur les différentes représentations cartographiques du territoire : la carte de Cassini (XVIIIe siècle), la carte d'état-major (1820-1866) et les cartes ou photos aériennes de l'IGN pour la période actuelle (1950 à aujourd'hui).

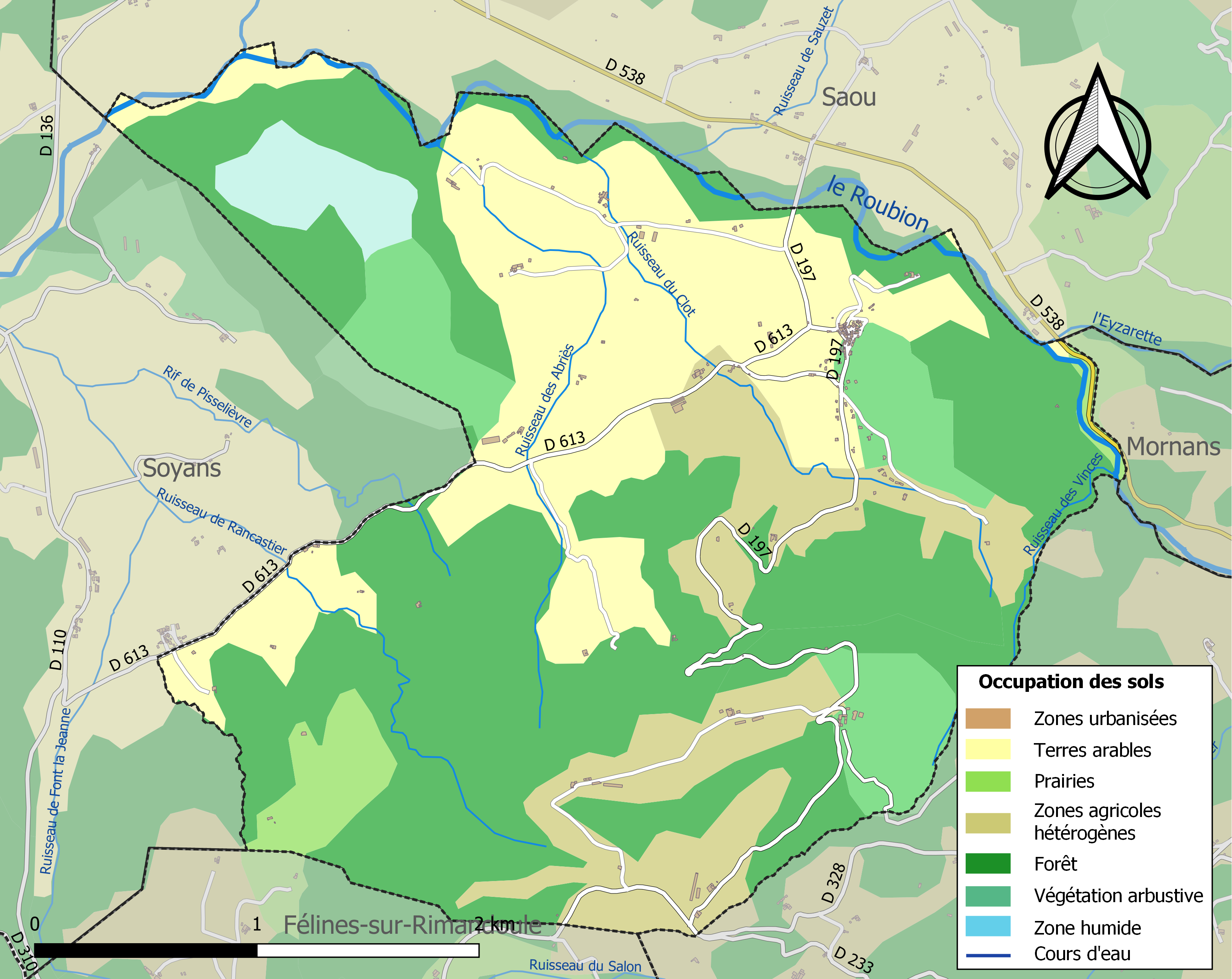
Carte des infrastructures et de l'occupation des sols de la commune en 2018 (CLC).

## Toponymie

### Attestations
Dictionnaire topographique du département de la Drôme :
- 1349 : Francilio (archives de la Drôme, E 457).
- 1351 : mention du prieuré : Prioratus de Franciliene (archives de la Drôme, fonds de Sainte-Croix).
- XIVe siècle : mention du prieuré : Prioratus de Francilhone (pouillé de Die).
- 1449 : mention du prieuré : Prioratus de Francilione (pouillé historique).
- 1509 : mention de l'église Saint-Pierre : Ecclesia Sancti Petri de Francillione (visite épiscopale).
- 1521 : mention de la paroisse : Cura Francilionis (rôle de décimes).
- 1620 : Locus Francilloni (registre paroissial de Saou).
- 1639 : Fransillon (parcellaire de Saou).
- 1644 : Francilon (visite épiscopale).
- 1654 : mention de la paroisse : Parrochia Franchillonis in mandamenti Saoni (registre paroissial de Saou).
- 1891 : Francillon, commune du canton de Crest-Sud.

(non daté)[réf. nécessaire] : Francillon-sur-Roubion.

## Histoire

### Préhistoire
Grottes préhistoriques riches en poteries et matériel.

### Du Moyen Âge à la Révolution
Au point de vue féodal, Francillon faisait partie de la terre de Saou (voir ce nom).
Possession des comtes de Die puis des évêques de Die.
Avant 1790, Francillon était une paroisse du mandement de Saou et du diocèse de Die, dont l'église, dédiée à saint Pierre, est celle d'un ancien prieuré de l'ordre de Cluny qui, dépendant de celui de Rompon en Vivarais, lui fut uni vers la fin du XVIe siècle, et dont le titulaire fut collateur et décimateur dans cette paroisse jusqu'à la Révolution.

### De la Révolution à nos jours
En 1790, Francillon fut compris dans la commune de Saou, et son érection en commune distincte ne date que du 19 juillet 1845.

## Politique et administration

### Liste des maires
| Période                                  | Période                       | Identité           | Étiquette | Qualité  |
| ---------------------------------------- | ----------------------------- | ------------------ | --------- | -------- |
| Les données manquantes sont à compléter. |                               |                    |           |          |
| mars 2001                                | 2014                          | Michel Venoux      |           |          |
| 2014                                     | En cours (au 30 octobre 2014) | Jean-Michel Gaudet | SE        | Retraité |

## Population et société

### Démographie
L'évolution du nombre d'habitants est connue à travers les recensements de la population effectués dans la commune depuis 1846. Pour les communes de moins de 10 000 habitants, une enquête de recensement portant sur toute la population est réalisée tous les cinq ans, les populations de référence des années intermédiaires étant quant à elles estimées par interpolation ou extrapolation. Pour la commune, le premier recensement exhaustif entrant dans le cadre du nouveau dispositif a été réalisé en 2005.

En 2022, la commune comptait 185 habitants, en évolution de −3,65 % par rapport à 2016 (Drôme : +2,64 %, France hors Mayotte : +2,11 %).
| 1846 | 1851 | 1856 | 1861 | 1866 | 1872 | 1876 | 1881 | 1886 |
| ---- | ---- | ---- | ---- | ---- | ---- | ---- | ---- | ---- |
| 311  | 318  | 330  | 350  | 328  | 349  | 350  | 350  | 313  |

| 1891 | 1896 | 1901 | 1906 | 1911 | 1921 | 1926 | 1931 | 1936 |
| ---- | ---- | ---- | ---- | ---- | ---- | ---- | ---- | ---- |
| 290  | 291  | 295  | 292  | 277  | 220  | 195  | 188  | 172  |

| 1946 | 1954 | 1962 | 1968 | 1975 | 1982 | 1990 | 1999 | 2005 |
| ---- | ---- | ---- | ---- | ---- | ---- | ---- | ---- | ---- |
| 162  | 148  | 124  | 119  | 122  | 133  | 124  | 140  | 157  |

| 2006 | 2010 | 2015 | 2020 | 2022 | - | - | - | - |
| ---- | ---- | ---- | ---- | ---- | - | - | - | - |
| 168  | 178  | 186  | 192  | 185  | - | - | - | - |

### Manifestations culturelles et festivités
- Fête : premier dimanche de mai[13].

## Économie
En 1992 : pâturages (ovins, caprins, bovins), céréales / Produit local : le Picodon.

## Culture locale et patrimoine

### Lieux et monuments
- Vieux village à caractère défensif : appareil limousin[13].
- Église Saint-Pierre de Francillon-sur-Roubion du XIe siècle : bel appareil, nef unique à cinq travées voûtées en berceau, abside en cul-de-four[13]. Elle est inscrite à l'Inventaire général du patrimoine culturel[19].

### Patrimoine naturel
- Vue sur la montagne dominant la forêt de Saou[13].
- Vallée du Roubion[13].

### Héraldique, logotype et devise
|  | Francillon-sur-Roubion possède des armoiries dont l'origine et le blasonnement exact ne sont pas disponibles. |